# Carelio Prisco

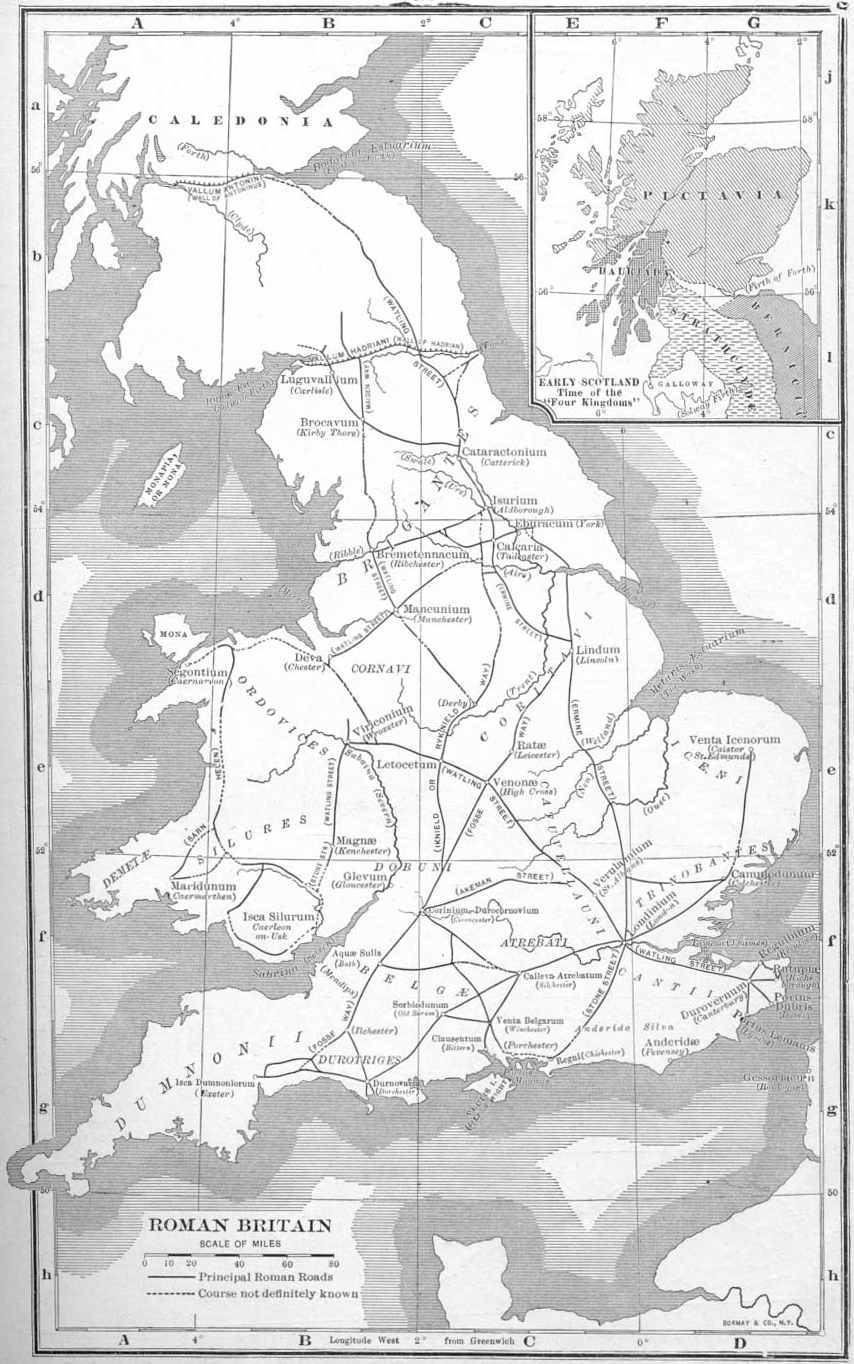
Britania Romana.

Carelio Prisco  fue un político y militar romano que vivió en el siglo II, y desarrolló su cursus honorum durante los reinados de Antonino Pío, Marco Aurelio, y Cómodo. 

## Carrera política
Fue pretor y cónsul suffectus entre los años 161 y 175 y gobernador de Tracia, Moesia Superior, Recia y Germania Superior, estas dos últimas de manera simultánea entre los años 172 y 175 aproximadamente. Finalmente entre los años 177 y 181, fue gobernador de Britania, momento en el que le sustituiría Ulpio Marcelo.
La única referencia a su gobierno se encuentra en una inscripción en un altar de Mogontiacum (Maguncia), capital de Germania Superior, que erigió con ocasión de su promoción al gobierno de Britania y en la cual menciona a su familia.

## Familia
La inscripción de Mogontiacum da fe de que Carelio tenía una esposa, Modestiana, una hija, Germanila, y un hijo, Marciano. Anthony Birley sugiere que Marciano puede identificarse con un Publio Carelio Marciano que en la Historia Augusta (Severo 13.6) figura como ejecutado por orden del emperador Septimio Severo, presumiblemente porque había apoyado a su rival, Clodio Albino.